# Савченков, Александр Николаевич
Александр Николаевич Савченков (1922—1977) — капитан Советской Армии, участник Великой Отечественной войны, Герой Советского Союза (1944).

## Биография
Родился 22 июля 1922 года в деревне Мазово (ныне — Ельнинский район Смоленской области). После окончания семи классов школы работал трактористом. В 1941 году Савченков был призван на службу в Рабоче-крестьянскую Красную Армию. В 1942 году окончил Черкасское пехотное училище (эвакуированное в Свердловск). С июня того же года — на фронтах Великой Отечественной войны.
К сентябрю 1943 года старший лейтенант Александр Савченков командовал ротой 722-го стрелкового полка 206-й стрелковой дивизии 47-й армии Воронежского фронта. Отличился во время битвы за Днепр. 25 сентября 1943 года рота Савченкова первой переправилась через Днепр в районе села Пекари Каневского района Черкасской области Украинской ССР и захватила плацдарм на его западном берегу, после чего удерживала его до переправы основных сил, уничтожив 6 танков. В тех боях Савченков лично два раза поднимал свою роту в контратаку, два раза был ранен, но продолжал сражаться.
Указом Президиума Верховного Совета СССР от 3 июня 1944 года за «образцовое выполнение боевых заданий командования на фронте борьбы с немецкими захватчиками и проявленные при этом мужество и героизм» старший лейтенант Александр Савченков был удостоен высокого звания Героя Советского Союза с вручением ордена Ленина и медали «Золотая Звезда» за номером 6654.
В 1946 году в звании капитана Савченков был уволен в запас. Проживал и работал сначала на родине, затем в Горьком, Феодосии. Умер 17 июля 1977 года, похоронен в посёлке Приморский Феодосийского городского совета Крыма.
Был также награждён орденом Отечественной войны 2-й степени и рядом медалей.
В честь Савченкова названа улица в Приморском.